# Eucyclopera cypris
Eucyclopera cypris är en fjärilsart som beskrevs av Druce 1894. Eucyclopera cypris ingår i släktet Eucyclopera och familjen björnspinnare. Inga underarter finns listade i Catalogue of Life.